# A Live One
A Live One es un álbum en directo de la banda estadounidense de rock Phish, lanzado el 27 de junio de 1995 a través de Elektra Records. Fue el primer álbum en vivo lanzado por la banda y mezcla canciones de distintos conciertos de 1994. Es el primer álbum de Phish en ser certificado oro.

## Lista de canciones

### Disco 1
1. "Bouncing Around the Room" (Anastasio, Marshall) - 4:08
2. "Stash" (Anastasio, Marshall) - 12:32
3. "Gumbo" (Anastasio, Fishman) - 5:15
4. "Montana" (Anastasio, Fishman, Gordon, McConnell) - 2:04
5. "You Enjoy Myself" (Anastasio) - 20:57
6. "Chalk Dust Torture" (Anastasio, Marshall) - 6:48
7. "Slave to the Traffic Light" (Abrahams, Anastasio, Pollak) - 10:48

### Disco 2
1. "Wilson" (Anastasio, Marshall, Woolf) - 5:07
2. "Tweezer" (Anastasio, Fishman, Gordon, McConnell) - 30:55
3. "Simple" (Gordon) - 4:53
4. "Harry Hood" (Anastasio, Fishman, Gordon, Long, McConnell) - 15:11
5. "The Squirming Coil" (Anastasio, Marshall) - 11:19

## Personal
Phish
Trey Anastasio - guitarra, voz
Page McConnell - teclados, voz
Mike Gordon - bajo, voz
Jon Fishman - batería, voz
- The Giant Country Horns (en "Gumbo"):

1. Peter Apfelbaum - saxofón tenor
2. Carl Gerhard - trompeta
3. Dave Grippo - saxofón alto
4. James Harvey - trombón
5. Michael Ray - trompeta